# Андрес Гуакурари
Андрес Гуакурари (исп. Andrés Guazurary известный, как Андресито «Артигас»; 30 ноября 1778—1821 или 1825) — южноамериканский военачальник, генерал аргентинской армии (1814). Один из первых федеральных каудильо Соединённых провинций Южной Америки и один из первых государственных деятелей представителей коренного народа в истории Аргентины.

## Биография

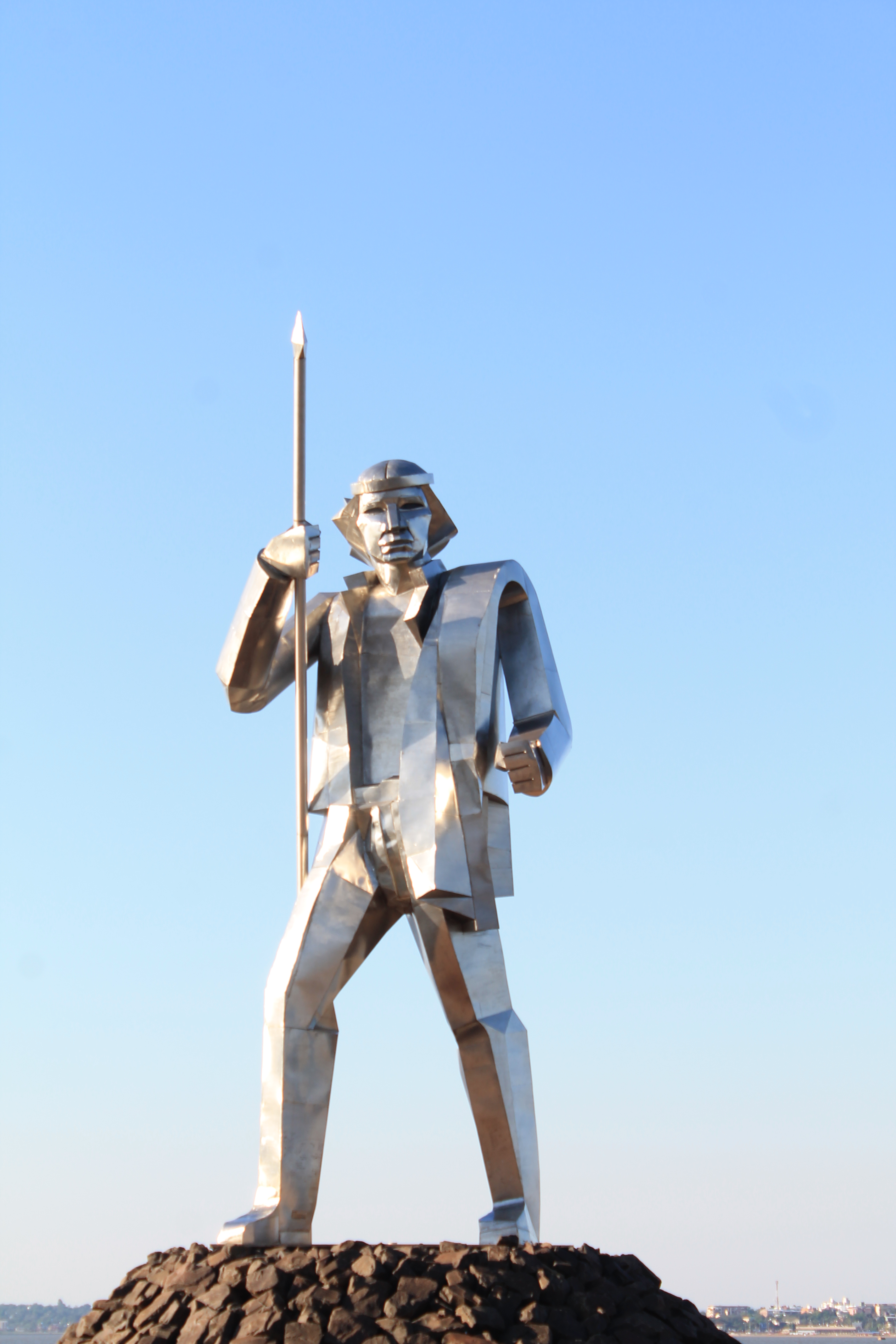
Символический памятник Андресу Гуакурари в городе Посадасе

Из племени индейцев Гуарани. Родился в миссии Санто-Томе (ныне провинция Корриентес, Аргентина) или Сан-Боржа. Учился у деревенского священника. Знал три языка: родной гуарани, испанский и португальский. Был усыновлён Хосе Хервасио Артигасом.
В 1811 году под влиянием революционных идей, вступил в армию генерала Мануэля Бельграно, в рядах которой участвовал в безуспешной «Парагвайской кампании» по освобождению Парагвая от испанских роялистов во время Майской революции.
Позже, присоединился к Хосе Хервасио Артигасу, одному из руководителей освободительного движения против испанского и португальского колониальных режимов в Южной Америке, и стал членом его федералистской партии, вскоре — один из самых заметных её лидеров. Прозвище «Артигас» Андресито получил из-за дружбы и схожих черт характера с Хосе Хервасио Артигасом.
Был командующий силами сопротивления на фронте от рек Парана на западе и Якуй на востоке. В 1812 году Гуакуари будучи командующим отрядов Западного Мисьонеса, разбил и прогнал парагвайские войска из страны.
В 1815—1819 годах занимал пост губернатора нынешней провинции Мисьонес в Аргентине. Занимался политической деятельностью: противостоял хунте из Байреса и военным поползновениям их единомышленников из соседнего Корриентеса, аграрной реформой и освобождением рабов.
В 1816—1820 годах принимал участие в сражениях во время Португальско-бразильского вторжения в Восточную полосу. В сентябре 1816 года форсировав реку Уругвай, разбил бразильские войска и тем самым, на короткое время, освободил Восточный Мисьонес.
В сражении при Итакуруби против бразильцев, был взят в плен и доставлен в Рио-де-Жанейро, где содержался в тюрьме на Острове Кобр. Дальнейшие сведения о нём расходятся. По одной из версий Андрес умер в подземельях тюрьмы в 1821 году. По другой, был помилован, отпущен и умер в 1825 году в Монтевидео от болезней, полученных в заключении.

## Память
- Его имя в Аргентине и Уругвае носят шоссе, улицы и города Команданте-Андрес-Гуакурари в провинции Мисьонес.
- Ему посвящают стихи и песни.
- Установлен памятник в городе Посадасе.
- 30 ноября в Аргентине объявлен Национальным днем памяти Андрес Гуакурари Артигаса.